# Everly
Everly je francouzská obec v departementu Seine-et-Marne v regionu Île-de-France. V roce 2012 zde žilo 606 obyvatel.

## Sousední obce
Gouaix, Chalmaison, Jaulnes, Mouy-sur-Seine, Les Ormes-sur-Voulzie

## Vývoj počtu obyvatel
Počet obyvatel